# トンネル天国
「トンネル天国」（トンネルてんごく）は、1967年11月にシングル発売されたザ・ダイナマイツの楽曲である。

## 解説
- ザ・ダイナマイツのデビューシングル。
- 作詞は橋本淳、作曲は鈴木邦彦によるもの。瀬川洋と山口冨士夫によるギターテクニックや迫力の歌唱力が人気を呼び、オリコンチャート73位にランクインした。
- B面は「恋はもうたくさん」（橋本淳 作詞、鈴木邦彦 作曲）。B面収録曲ではあるが、1976年にダウン・タウン・ブギウギ・バンドがアルバム「G.S.」でカバーするなど、曲の存在は知られており、現在のステージでも歌い継がれている曲である。

## 収録曲
- 両楽曲とも、作詞:橋本淳／作曲:鈴木邦彦

1. トンネル天国
2. 恋はもうたくさん